# Lourden
Der Lourden oder Ourden ist ein Fluss in Frankreich, der im Département Landes in der Region Nouvelle-Aquitaine verläuft. Er entspringt unter dem Namen Ruisseau de Pélauze an der Gemeindegrenze von Latrille und Miramont-Sensacq nahe der Autobahn A65, entwässert generell Richtung Nordnordwest und mündet nach rund 21 Kilometern im Gemeindegebiet von Renung als linker Nebenfluss in den Adour. In seinem Mündungsbereich stößt er auf das Naturschutzgebiet Saligues de l’Adour.

## Orte am Fluss
(Reihenfolge in Fließrichtung)
- Latrille
- Pabine, Gemeinde Bahus-Soubiran
- Durand, Gemeinde Aire-sur-l’Adour
- Duhort-Bachen
- Gabarret, Gemeinde Renung